# Humor (postać komizmu)
Humor (z łac. humor – płyn, ciecz organiczna) – jedna z postaci komizmu, wyrażająca się w dostrzeganiu stron śmiesznych w ludziach, sytuacjach, zdarzeniach itp., traktowanych – w przeciwieństwie do satyry – z wyrozumiałością i pobłażliwością.
Humor znajduje wszechstronne zastosowanie w literaturze, komiksach oraz programach telewizyjnych, gdzie pełni zarówno funkcję rozrywkową, jak i refleksyjną w odniesieniu do rzeczywistości społecznej i kulturowej.